# Automobil-Weltmeisterschaft 1979
Die Automobil-Weltmeisterschaft 1979 war die 30. Saison der Automobil-Weltmeisterschaft, die heutzutage als Formel-1-Weltmeisterschaft bezeichnet wird. In ihrem Rahmen wurden über 15 Rennen in der Zeit vom 21. Januar 1979 bis zum 7. Oktober 1979 die Fahrerweltmeisterschaft und der Internationale Pokal der Formel-1-Konstrukteure ausgetragen.
Jody Scheckter gewann zum ersten und einzigen Mal die Fahrerweltmeisterschaft. Ferrari wurde zum sechsten Mal Konstrukteursweltmeister.

## Teams und Fahrer
| Foto           | Team                                                    | Chassis                                                          | Motor                                                          | Reifen | Nr. | Stammfahrer            | Rennen      |
| -------------- | ------------------------------------------------------- | ---------------------------------------------------------------- | -------------------------------------------------------------- | ------ | --- | ---------------------- | ----------- |
| Lotus 80       | Martini Racing Team Lotus                               | Lotus 79 Lotus 80                                                | Ford Cosworth DFV 3.0 V8                                       | G      | 01  | Mario Andretti         | 1–15        |
| Lotus 80       | Martini Racing Team Lotus                               | Lotus 79 Lotus 80                                                | Ford Cosworth DFV 3.0 V8                                       | G      | 02  | Carlos Reutemann       | 1–15        |
| Tyrrell 009    | Team Tyrrell Candy Tyrrell Team                         | Tyrrell 009                                                      | Ford Cosworth DFV 3.0 V8                                       | G      | 03  | Didier Pironi          | 1–15        |
| Tyrrell 009    | Team Tyrrell Candy Tyrrell Team                         | Tyrrell 009                                                      | Ford Cosworth DFV 3.0 V8                                       | G      | 04  | Jean-Pierre Jarier     | 1–9, 12–15  |
| Tyrrell 009    | Team Tyrrell Candy Tyrrell Team                         | Tyrrell 009                                                      | Ford Cosworth DFV 3.0 V8                                       | G      | 04  | Geoff Lees             | 10          |
| Tyrrell 009    | Team Tyrrell Candy Tyrrell Team                         | Tyrrell 009                                                      | Ford Cosworth DFV 3.0 V8                                       | G      | 04  | Derek Daly             | 11          |
| Tyrrell 009    | Team Tyrrell Candy Tyrrell Team                         | Tyrrell 009                                                      | Ford Cosworth DFV 3.0 V8                                       | G      | 33  | Derek Daly             | 14, 15      |
| Brabham BT49   | Parmalat Racing Team                                    | Brabham BT46 Brabham BT48 Brabham BT49                           | Alfa Romeo 3.0 B12 Alfa Romeo 3.0 V12 Ford Cosworth DFV 3.0 V8 | G      | 05  | Niki Lauda             | 1–13        |
| Brabham BT49   | Parmalat Racing Team                                    | Brabham BT46 Brabham BT48 Brabham BT49                           | Alfa Romeo 3.0 B12 Alfa Romeo 3.0 V12 Ford Cosworth DFV 3.0 V8 | G      | 05  | Ricardo Zunino         | 14, 15      |
| Brabham BT49   | Parmalat Racing Team                                    | Brabham BT46 Brabham BT48 Brabham BT49                           | Alfa Romeo 3.0 B12 Alfa Romeo 3.0 V12 Ford Cosworth DFV 3.0 V8 | G      | 06  | Nelson Piquet          | 1–15        |
| McLaren M28    | Marlboro Team Texaco Löwenbräu Team McLaren             | McLaren M28 McLaren M26 McLaren M29                              | Ford Cosworth DFV 3.0 V8                                       | G      | 07  | John Watson            | 1–15        |
| McLaren M28    | Marlboro Team Texaco Löwenbräu Team McLaren             | McLaren M28 McLaren M26 McLaren M29                              | Ford Cosworth DFV 3.0 V8                                       | G      | 08  | Patrick Tambay         | 1–15        |
| ATS D2         | ATS Wheels                                              | ATS D2 ATS D3                                                    | Ford Cosworth DFV 3.0 V8                                       | G      | 09  | Hans-Joachim Stuck     | 1–15        |
| Ferrari 312T4  | Scuderia Ferrari SpA SEFAC                              | Ferrari 312T3 Ferrari 312T4                                      | Ferrari 3.0 B12                                                | M      | 11  | Jody Scheckter         | 1–15        |
| Ferrari 312T4  | Scuderia Ferrari SpA SEFAC                              | Ferrari 312T3 Ferrari 312T4                                      | Ferrari 3.0 B12                                                | M      | 12  | Gilles Villeneuve      | 1–15        |
| Fittipaldi F5A | Fittipaldi Automotive                                   | Copersucar F5A Copersucar F6 Copersucar F6A                      | Ford Cosworth DFV 3.0 V8                                       | G      | 14  | Emerson Fittipaldi     | 1–15        |
| Fittipaldi F5A | Fittipaldi Automotive                                   | Copersucar F5A Copersucar F6 Copersucar F6A                      | Ford Cosworth DFV 3.0 V8                                       | G      | 19  | Alex Ribeiro           | 14, 15      |
| Renault RS10   | Equipe Renault Elf                                      | Renault RS01 Renault RS10 Renault RS11 Renault RS12 Renault RS14 | Renault 1.5 V6T                                                | M      | 15  | Jean-Pierre Jabouille  | 1–15        |
| Renault RS10   | Equipe Renault Elf                                      | Renault RS01 Renault RS10 Renault RS11 Renault RS12 Renault RS14 | Renault 1.5 V6T                                                | M      | 16  | René Arnoux            | 1–15        |
| Shadow DN9     | Samson Shadow Racing Team Interscope Shadow Racing Team | Shadow DN9                                                       | Ford Cosworth DFV 3.0 V8                                       | G      | 17  | Jan Lammers            | 1–15        |
| Shadow DN9     | Samson Shadow Racing Team Interscope Shadow Racing Team | Shadow DN9                                                       | Ford Cosworth DFV 3.0 V8                                       | G      | 18  | Elio de Angelis        | 1–15        |
| Wolf WR8       | Olympus Cameras Wolf Racing                             | Wolf WR7 Wolf WR8 Wolf WR9                                       | Ford Cosworth DFV 3.0 V8                                       | G      | 20  | James Hunt             | 1–7         |
| Wolf WR8       | Olympus Cameras Wolf Racing                             | Wolf WR7 Wolf WR8 Wolf WR9                                       | Ford Cosworth DFV 3.0 V8                                       | G      | 20  | Keke Rosberg           | 8–15        |
| Ensign N179    | Team Ensign                                             | Ensign N177 Ensign N179                                          | Ford Cosworth DFV 3.0 V8                                       | G      | 22  | Derek Daly             | 1–7         |
| Ensign N179    | Team Ensign                                             | Ensign N177 Ensign N179                                          | Ford Cosworth DFV 3.0 V8                                       | G      | 22  | Patrick Gaillard       | 8–12        |
| Ensign N179    | Team Ensign                                             | Ensign N177 Ensign N179                                          | Ford Cosworth DFV 3.0 V8                                       | G      | 22  | Marc Surer             | 13–15       |
| Merzario A3    | Team Merzario                                           | Merzario A1B Merzario A3 Merzario A4                             | Ford Cosworth DFV 3.0 V8                                       | G      | 24  | Arturo Merzario        | 1–6, 8–15   |
| Merzario A3    | Team Merzario                                           | Merzario A1B Merzario A3 Merzario A4                             | Ford Cosworth DFV 3.0 V8                                       | G      | 24  | Gianfranco Brancatelli | 7           |
| Ligier JS11    | Ligier Gitanes                                          | Ligier JS11                                                      | Ford Cosworth DFV 3.0 V8                                       | G      | 25  | Patrick Depailler      | 1–7         |
| Ligier JS11    | Ligier Gitanes                                          | Ligier JS11                                                      | Ford Cosworth DFV 3.0 V8                                       | G      | 25  | Jacky Ickx             | 8–15        |
| Ligier JS11    | Ligier Gitanes                                          | Ligier JS11                                                      | Ford Cosworth DFV 3.0 V8                                       | G      | 26  | Jacques Laffite        | 1–15        |
| Williams FW07  | Albilad-Saudia Racing Team                              | Williams FW06 Williams FW07                                      | Ford Cosworth DFV 3.0 V8                                       | G      | 27  | Alan Jones             | 1–15        |
| Williams FW07  | Albilad-Saudia Racing Team                              | Williams FW06 Williams FW07                                      | Ford Cosworth DFV 3.0 V8                                       | G      | 28  | Clay Regazzoni         | 1–15        |
| Arrows A2      | Warsteiner Arrows Racing Team                           | Arrows A1B Arrows A2                                             | Ford Cosworth DFV 3.0 V8                                       | G      | 29  | Riccardo Patrese       | 1–15        |
| Arrows A2      | Warsteiner Arrows Racing Team                           | Arrows A1B Arrows A2                                             | Ford Cosworth DFV 3.0 V8                                       | G      | 30  | Jochen Mass            | 1–15        |
|                | Team Rebaque                                            | Lotus 79 Rebaque HR100                                           | Ford Cosworth DFV 3.0 V8                                       | G      | 31  | Héctor Rebaque         | 1–6, 8–15   |
| Alfa Romeo 177 | Autodelta                                               | Alfa Romeo 177 Alfa Romeo 179                                    | Alfa Romeo 3.0 V12                                             | G      | 35  | Bruno Giacomelli       | 6, 8, 13–15 |
| Alfa Romeo 177 | Autodelta                                               | Alfa Romeo 177 Alfa Romeo 179                                    | Alfa Romeo 3.0 V12                                             | G      | 36  | Vittorio Brambilla     | 13–15       |
|                | Willi Kauhsen Racing Team                               | Kauhsen WK                                                       | Ford Cosworth DFV 3.0 V8                                       | G      | 36  | Gianfranco Brancatelli | 5, 6        |

## Rennkalender
| Nr. | Datum         | Grand Prix (Strecke)                 | Distanz (km) | Sieger                          | Zweiter                         | Dritter                           | Pole- Position                  | Schnellste Rennrunde            | Gesamtführender Fahrer        | Gesamtführender Konstrukteur |
| --- | ------------- | ------------------------------------ | ------------ | ------------------------------- | ------------------------------- | --------------------------------- | ------------------------------- | ------------------------------- | ----------------------------- | ---------------------------- |
| 01  | 21. Januar    | Argentinien (Buenos Aires)           | 316,304      | Jacques Laffite (Ligier-Ford)   | Carlos Reutemann (Lotus-Ford)   | John Watson (McLaren-Ford)        | Jacques Laffite (Ligier-Ford)   | Jacques Laffite (Ligier-Ford)   | Jacques Laffite (Ligier-Ford) | Ligier-Ford                  |
| 02  | 4. Februar    | Brasilien (São Paulo)                | 314,960      | Jacques Laffite (Ligier-Ford)   | Patrick Depailler (Ligier-Ford) | Carlos Reutemann (Lotus-Ford)     | Jacques Laffite (Ligier-Ford)   | Jacques Laffite (Ligier-Ford)   | Jacques Laffite (Ligier-Ford) | Ligier-Ford                  |
| 03  | 3. März       | Südafrika (Midrand)                  | 320,112      | Gilles Villeneuve (Ferrari)     | Jody Scheckter (Ferrari)        | Jean-Pierre Jarier (Tyrrell-Ford) | Jean-Pierre Jabouille (Renault) | Gilles Villeneuve (Ferrari)     | Jacques Laffite (Ligier-Ford) | Ligier-Ford                  |
| 04  | 8. April      | USA West (Long Beach)                | 261,705      | Gilles Villeneuve (Ferrari)     | Jody Scheckter (Ferrari)        | Alan Jones (Williams-Ford)        | Gilles Villeneuve (Ferrari)     | Gilles Villeneuve (Ferrari)     | Gilles Villeneuve (Ferrari)   | Ferrari                      |
| 05  | 29. April     | Spanien (San Sebastián de los Reyes) | 255,300      | Patrick Depailler (Ligier-Ford) | Carlos Reutemann (Lotus-Ford)   | Mario Andretti (Lotus-Ford)       | Jacques Laffite (Ligier-Ford)   | Gilles Villeneuve (Ferrari)     | Gilles Villeneuve (Ferrari)   | Ligier-Ford                  |
| 06  | 13. Mai       | Belgien (Zolder)                     | 298,340      | Jody Scheckter (Ferrari)        | Jacques Laffite (Ligier-Ford)   | Didier Pironi (Tyrrell-Ford)      | Jacques Laffite (Ligier-Ford)   | Gilles Villeneuve (Ferrari)     | Jacques Laffite (Ligier-Ford) | Ferrari                      |
| 07  | 27. Mai       | Monaco (Monte Carlo)                 | 251,712      | Jody Scheckter (Ferrari)        | Clay Regazzoni (Williams-Ford)  | Carlos Reutemann (Lotus-Ford)     | Jody Scheckter (Ferrari)        | Patrick Depailler (Ligier-Ford) | Jody Scheckter (Ferrari)      | Ferrari                      |
| 08  | 1. Juli       | Frankreich (Prenois)                 | 304,000      | Jean-Pierre Jabouille (Renault) | Gilles Villeneuve (Ferrari)     | René Arnoux (Renault)             | Jean-Pierre Jabouille (Renault) | René Arnoux (Renault)           | Jody Scheckter (Ferrari)      | Ferrari                      |
| 09  | 14. Juli      | Großbritannien (Silverstone)         | 320,892      | Clay Regazzoni (Williams-Ford)  | René Arnoux (Renault)           | Jean-Pierre Jarier (Tyrrell-Ford) | Alan Jones (Williams-Ford)      | Clay Regazzoni (Williams-Ford)  | Jody Scheckter (Ferrari)      | Ferrari                      |
| 10  | 29. Juli      | Deutschland (Hockenheim)             | 305,505      | Alan Jones (Williams-Ford)      | Clay Regazzoni (Williams-Ford)  | Jacques Laffite (Ligier-Ford)     | Jean-Pierre Jabouille (Renault) | Gilles Villeneuve (Ferrari)     | Jody Scheckter (Ferrari)      | Ferrari                      |
| 11  | 12. August    | Österreich (Spielberg)               | 320,868      | Alan Jones (Williams-Ford)      | Gilles Villeneuve (Ferrari)     | Jacques Laffite (Ligier-Ford)     | René Arnoux (Renault)           | René Arnoux (Renault)           | Jody Scheckter (Ferrari)      | Ferrari                      |
| 12  | 26. August    | Niederlande (Zandvoort)              | 316,950      | Alan Jones (Williams-Ford)      | Jody Scheckter (Ferrari)        | Jacques Laffite (Ligier-Ford)     | René Arnoux (Renault)           | Gilles Villeneuve (Ferrari)     | Jody Scheckter (Ferrari)      | Ferrari                      |
| 13  | 9. September  | Italien (Monza)                      | 290,000      | Jody Scheckter (Ferrari)        | Gilles Villeneuve (Ferrari)     | Clay Regazzoni (Williams-Ford)    | Jean-Pierre Jabouille (Renault) | Clay Regazzoni (Williams-Ford)  | Jody Scheckter (Ferrari)      | Ferrari                      |
| 14  | 30. September | Kanada (Montréal)                    | 317,520      | Alan Jones (Williams-Ford)      | Gilles Villeneuve (Ferrari)     | Clay Regazzoni (Williams-Ford)    | Alan Jones (Williams-Ford)      | Alan Jones (Williams-Ford)      | Jody Scheckter (Ferrari)      | Ferrari                      |
| 15  | 7. Oktober    | USA Ost (Watkins Glen)               | 320,665      | Gilles Villeneuve (Ferrari)     | René Arnoux (Renault)           | Didier Pironi (Tyrrell-Ford)      | Alan Jones (Williams-Ford)      | Nelson Piquet (Brabham-Ford)    | Jody Scheckter (Ferrari)      | Ferrari                      |

## Rennberichte

### Großer Preis von Argentinien
| Platz | Fahrer           | Team         | Zeit       |
| ----- | ---------------- | ------------ | ---------- |
| 1     | Jacques Laffite  | Ligier-Ford  | 1:36:03,21 |
| 2     | Carlos Reutemann | Lotus-Ford   | + 14,94    |
| 3     | John Watson      | McLaren-Ford | + 1:28,81  |
| PP    | Jacques Laffite  | Ligier-Ford  | 1:44,20    |
| SR    | Jacques Laffite  | Ligier-Ford  | 1:46,91    |

Der Große Preis von Argentinien im Autódromo Municipal Ciudad de Buenos Aires fand am 21. Januar 1979 statt und ging über eine Distanz von 53 Runden (316,304 km).

### Großer Preis von Brasilien
| Platz | Fahrer            | Team        | Zeit       |
| ----- | ----------------- | ----------- | ---------- |
| 1     | Jacques Laffite   | Ligier-Ford | 1:40:09,64 |
| 2     | Patrick Depailler | Ligier-Ford | + 5,28     |
| 3     | Carlos Reutemann  | Lotus-Ford  | + 44,14    |
| PP    | Jacques Laffite   | Ligier-Ford | 2:23,07    |
| SR    | Jacques Laffite   | Ligier-Ford | 2:28,76    |

Der Große Preis von Brasilien auf dem Autódromo de Interlagos fand am 4. Februar 1979 statt und ging über eine Distanz von 40 Runden (314,96 km).

### Großer Preis von Südafrika
| Platz | Fahrer                | Team         | Zeit       |
| ----- | --------------------- | ------------ | ---------- |
| 1     | Gilles Villeneuve     | Ferrari      | 1:41:49,96 |
| 2     | Jody Scheckter        | Ferrari      | + 3,42     |
| 3     | Jean-Pierre Jarier    | Tyrrell-Ford | + 22,11    |
| PP    | Jean-Pierre Jabouille | Renault      | 1:11,80    |
| SR    | Gilles Villeneuve     | Ferrari      | 1:14,41    |

Der Große Preis von Südafrika auf dem Kyalami Grand Prix Circuit fand am 3. März 1979 statt und ging über eine Distanz von 78 Runden (320,112 km).

### Großer Preis der USA West
| Platz | Fahrer            | Team          | Zeit       |
| ----- | ----------------- | ------------- | ---------- |
| 1     | Gilles Villeneuve | Ferrari       | 1:50:25,40 |
| 2     | Jody Scheckter    | Ferrari       | + 29,38    |
| 3     | Alan Jones        | Williams-Ford | + 59,69    |
| PP    | Gilles Villeneuve | Ferrari       | 1:18,83    |
| SR    | Gilles Villeneuve | Ferrari       | 1:21,20    |

Der Große Preis der USA West auf dem Long Beach Grand Prix Circuit fand am 8. April 1979 statt und ging über eine Distanz von 80,5 Runden (261,706 km).

### Großer Preis von Spanien
| Platz | Fahrer            | Team        | Zeit       |
| ----- | ----------------- | ----------- | ---------- |
| 1     | Patrick Depailler | Ligier-Ford | 1:39:11,84 |
| 2     | Carlos Reutemann  | Lotus-Ford  | + 20,94    |
| 3     | Mario Andretti    | Lotus-Ford  | + 27,31    |
| PP    | Jacques Laffite   | Ligier-Ford | 1:14,50    |
| SR    | Gilles Villeneuve | Ferrari     | 1:16,44    |

Der Große Preis von Spanien auf dem Circuito del Jarama fand am 29. April 1979 statt und ging über eine Distanz von 75 Runden (255,300 km).

### Großer Preis von Belgien
| Platz | Fahrer            | Team         | Zeit       |
| ----- | ----------------- | ------------ | ---------- |
| 1     | Jody Scheckter    | Ferrari      | 1:39:59,53 |
| 2     | Jacques Laffite   | Ligier-Ford  | + 15,36    |
| 3     | Didier Pironi     | Tyrrell-Ford | + 35,17    |
| PP    | Jacques Laffite   | Ligier-Ford  | 1:21,13    |
| SR    | Gilles Villeneuve | Ferrari      | 1:23,09    |

Der Große Preis von Belgien auf dem Circuit Zolder fand am 13. Mai 1979 statt und ging über eine Distanz von 70 Runden à 4,262 km (298,34 km).

### Großer Preis von Monaco
| Platz | Fahrer            | Team          | Zeit       |
| ----- | ----------------- | ------------- | ---------- |
| 1     | Jody Scheckter    | Ferrari       | 1:55:22,48 |
| 2     | Clay Regazzoni    | Williams-Ford | + 0,44     |
| 3     | Carlos Reutemann  | Lotus-Ford    | + 8,57     |
| PP    | Jody Scheckter    | Ferrari       | 1:26,45    |
| SR    | Patrick Depailler | Ligier-Ford   | 1:28,82    |

Der Große Preis von Monaco auf dem Circuit de Monaco fand am 27. Mai 1979 statt und ging über eine Distanz von 76 Runden à 3,312 km (251,712 km).

### Großer Preis von Frankreich
| Platz | Fahrer                | Team    | Zeit       |
| ----- | --------------------- | ------- | ---------- |
| 1     | Jean-Pierre Jabouille | Renault | 1:35:20,42 |
| 2     | Gilles Villeneuve     | Ferrari | + 14,59    |
| 3     | René Arnoux           | Renault | + 14,83    |
| PP    | Jean-Pierre Jabouille | Renault | 1:07,19    |
| SR    | René Arnoux           | Renault | 1:09,16    |

Der Große Preis von Frankreich auf dem Circuit de Dijon-Prenois fand am 1. Juli 1979 statt und ging über eine Distanz von 80 Runden (304,0 km).

### Großer Preis von Großbritannien
| Platz | Fahrer             | Team          | Zeit       |
| ----- | ------------------ | ------------- | ---------- |
| 1     | Clay Regazzoni     | Williams-Ford | 1:26:11,17 |
| 2     | René Arnoux        | Renault       | + 24,28    |
| 3     | Jean-Pierre Jarier | Tyrrell-Ford  | + 1 Runde  |
| PP    | Alan Jones         | Williams-Ford | 1:11,88    |
| SR    | Clay Regazzoni     | Williams-Ford | 1:14,40    |

Der Große Preis von Großbritannien in Silverstone fand am 14. Juli 1979 statt und ging über eine Distanz von 68 Runden (320,892 km).

### Großer Preis von Deutschland
| Platz | Fahrer                | Team          | Zeit       |
| ----- | --------------------- | ------------- | ---------- |
| 1     | Alan Jones            | Williams-Ford | 1:24:48,83 |
| 2     | Clay Regazzoni        | Williams-Ford | + 2,91     |
| 3     | Jacques Laffite       | Ligier-Ford   | + 18,39    |
| PP    | Jean-Pierre Jabouille | Renault       | 1:48,48    |
| SR    | Gilles Villeneuve     | Ferrari       | 1:41,89    |

Der Große Preis von Deutschland auf dem Hockenheimring fand am 29. Juli 1979 statt und ging über eine Distanz von 45 Runden (305,505 km).

### Großer Preis von Österreich
| Platz | Fahrer            | Team          | Zeit       |
| ----- | ----------------- | ------------- | ---------- |
| 1     | Alan Jones        | Williams-Ford | 1:27:38,01 |
| 2     | Gilles Villeneuve | Ferrari       | + 36,05    |
| 3     | Jacques Laffite   | Ligier-Ford   | + 46,77    |
| PP    | René Arnoux       | Renault       | 1:34,07    |
| SR    | René Arnoux       | Renault       | 1:35,77    |

Der Große Preis von Österreich auf dem Österreichring fand am 12. August 1979 statt und ging über eine Distanz von 54 Runden à 5,942 km (320,868 km).

### Großer Preis der Niederlande
| Platz | Fahrer            | Team          | Zeit        |
| ----- | ----------------- | ------------- | ----------- |
| 1     | Alan Jones        | Williams-Ford | 1:41:19,775 |
| 2     | Jody Scheckter    | Ferrari       | + 21,783    |
| 3     | Jacques Laffite   | Ligier-Ford   | + 1:03,253  |
| PP    | René Arnoux       | Renault       | 1:15,461    |
| SR    | Gilles Villeneuve | Ferrari       | 1:19,438    |

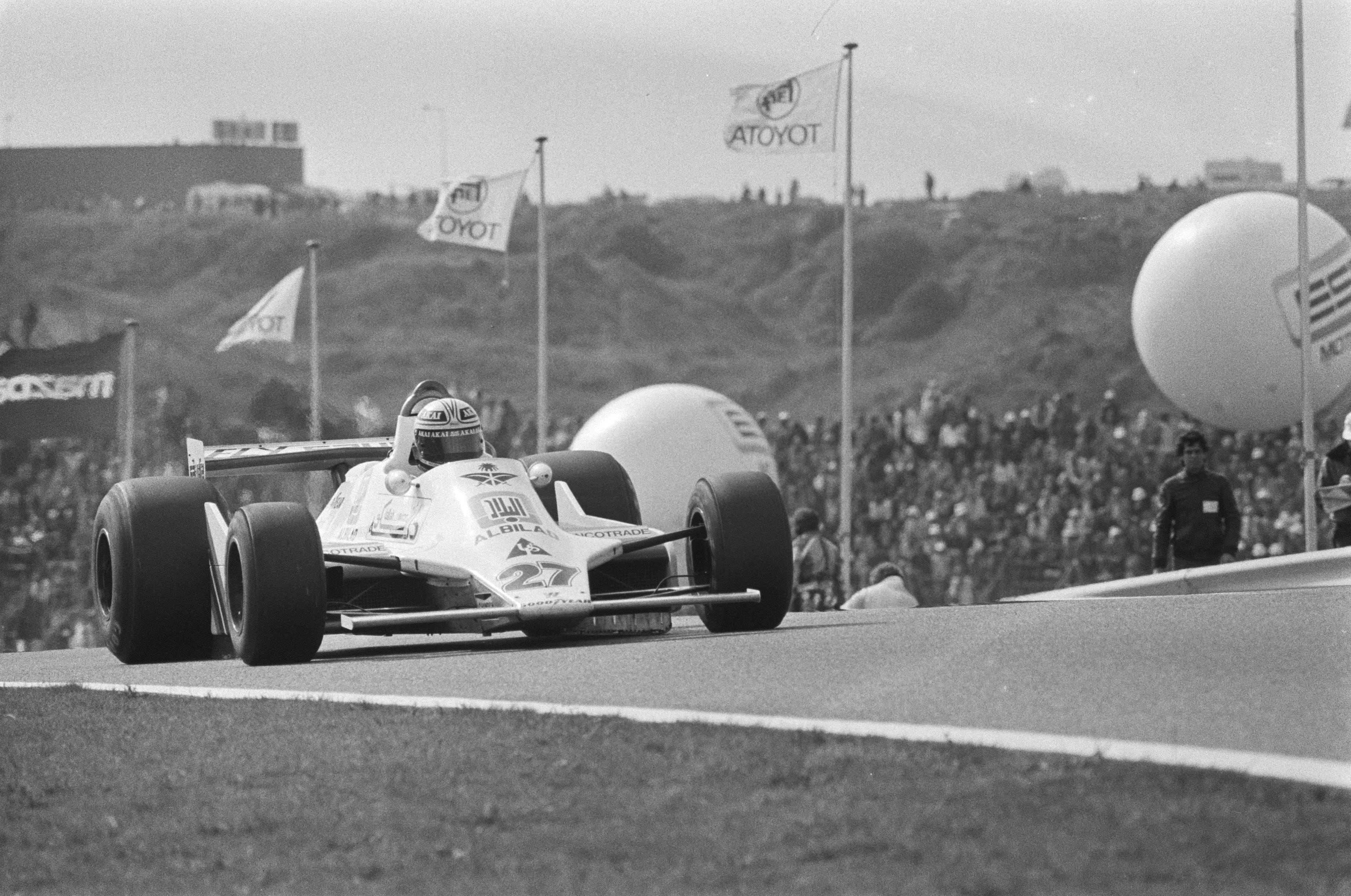
Alan Jones beim GP der Niederlande

Der Große Preis der Niederlande auf dem Circuit Park Zandvoort fand am 26. August 1979 statt und ging über eine Distanz von 75 Runden à 4,226 km (316,95 km).

### Großer Preis von Italien
| Platz | Fahrer                | Team          | Zeit        |
| ----- | --------------------- | ------------- | ----------- |
| 1     | Jody Scheckter        | Ferrari       | 1:22:00,220 |
| 2     | Gilles Villeneuve     | Ferrari       | + 0,460     |
| 3     | Clay Regazzoni        | Williams-Ford | + 4,780     |
| PP    | Jean-Pierre Jabouille | Renault       | 1:34,58     |
| SR    | Clay Regazzoni        | Williams-Ford | 1:35,60     |

Der Große Preis von Italien in Monza fand am 9. September 1979 statt und ging über eine Distanz von 50 Runden (290 km).
Jody Scheckter stand nach dem Rennen als Fahrerweltmeister 1979 fest.

### Großer Preis von Kanada
| Platz | Fahrer            | Team          | Zeit        |
| ----- | ----------------- | ------------- | ----------- |
| 1     | Alan Jones        | Williams-Ford | 1:52:06,892 |
| 2     | Gilles Villeneuve | Ferrari       | + 1,080     |
| 3     | Clay Regazzoni    | Williams-Ford | + 1:13,656  |
| PP    | Alan Jones        | Williams-Ford | 1:29,892    |
| SR    | Alan Jones        | Williams-Ford | 1:31,272    |

Der Große Preis von Kanada auf dem Île Notre-Dame Circuit fand am 30. September 1979 statt und ging über eine Distanz von 72 Runden (317,52 km).

### Großer Preis der USA Ost
| Platz | Fahrer            | Team          | Zeit        |
| ----- | ----------------- | ------------- | ----------- |
| 1     | Gilles Villeneuve | Ferrari       | 1:52:17,734 |
| 2     | René Arnoux       | Renault       | + 48,787    |
| 3     | Didier Pironi     | Tyrrell-Ford  | + 53,199    |
| PP    | Alan Jones        | Williams-Ford | 1:35,615    |
| SR    | Nelson Piquet     | Brabham-Ford  | 1:40,054    |

Der Große Preis der USA Ost auf dem Watkins Glen International fand am 7. Oktober 1979 statt und ging über eine Distanz von 59 Runden à 5,435 km (320,665 km).

## Weltmeisterschaftswertungen
Die sechs erstplatzierten Fahrer jedes Rennens erhielten Punkte nach folgendem Schema:
| Platz  | 1 | 2 | 3 | 4 | 5 | 6 |
| Punkte | 9 | 6 | 4 | 3 | 2 | 1 |

In der Fahrerwertung wurden die besten vier Ergebnisse der ersten sieben und die besten vier der restlichen acht Rennen gewertet (in Klammern die Gesamtpunkte). In der Konstrukteurswertung wurden alle Resultate gewertet.

### Fahrerwertung
| Pos. | Fahrer          | Konstrukteur            |     |     |     |     |     |     |     |      |      |     |     |     |      |     |     | Punkte  |
| 01   | J. Scheckter    | Ferrari                 | DNF | (6) | 2   | 2   | (4) | 1   | 1   | (7)  | (5)  | 4   | 4   | 2   | 1    | (4) | DNF | 51 (60) |
| 02   | G. Villeneuve   | Ferrari                 | DNF | 5   | 1   | 1   | 7   | (7) | DNF | 2    | (14) | (8) | 2   | DNF | 2    | (2) | 1   | 47 (53) |
| 03   | A. Jones        | Williams-Ford           | 9   | DNF | DNF | 3   | DNF | DNF | DNF | (4)  | DNF  | 1   | 1   | 1   | (9)  | 1   | DNF | 40 (43) |
| 04   | J. Laffite      | Ligier-Ford             | 1   | 1   | DNF | DNF | DNF | 2   | DNF | 8    | DNF  | 3   | 3   | 3   | DNF  | DNF | DNF | 36      |
| 05   | C. Regazzoni    | Williams-Ford           | 10  | 15  | 9   | DNF | DNF | DNF | 2   | (6)  | 1    | 2   | (5) | DNF | 3    | 3   | DNF | 29 (32) |
| 06   | P. Depailler    | Ligier-Ford             | 4   | 2   | DNF | 5   | 1   | DNF | (5) |      |      |     |     |     |      |     |     | 20 (22) |
| 07   | C. Reutemann    | Lotus-Ford              | 2   | 3   | (5) | DNF | 2   | (4) | 3   | 13   | 8    | DNF | DNF | DNF | 7    | DNF | DNF | 20 (25) |
| 08   | R. Arnoux       | Renault                 | DNF | DNF | DNF | DNS | 9   | DNF | DNF | 3    | 2    | DNF | 6   | DNF | DNF  | DNF | 2   | 17      |
| 09   | J. Watson       | McLaren-Ford            | 3   | 8   | DNF | DNF | DNF | 6   | 4   | (11) | 4    | 5   | (9) | DNF | DNF  | 6   | 6   | 15      |
| 10   | D. Pironi       | Tyrrell-Ford            | DNF | 4   | DNF | DSQ | 6   | 3   | DNF | DNF  | (10) | 9   | 7   | DNF | (10) | 5   | 3   | 14      |
| 11   | J.-P. Jarier    | Tyrrell-Ford            | DNF | DNF | 3   | 6   | 5   | 11  | DNF | 5    | 3    |     |     | DNF | 6    | DNF | DNF | 14      |
| 12   | M. Andretti     | Lotus-Ford              | 5   | DNF | 4   | 4   | 3   | DNF | DNF | DNF  | DNF  | DNF | DNF | DNF | 5    | 10  | DNF | 14      |
| 13   | J.-P. Jabouille | Renault                 | DNF | 10  | DNF | DNS | DNF | DNF | NC  | 1    | DNF  | DNF | DNF | DNF | 14   | DNF | DNF | 9       |
| 14   | N. Lauda        | Brabham-Alfa Romeo/Ford | DNF | DNF | 6   | DNF | DNF | DNF | DNF | DNF  | DNF  | DNF | DNF | DNF | 4    |     |     | 4       |
| 15   | E. de Angelis   | Shadow-Ford             | 7   | 12  | DNF | 7   | DNF | DNF | DNQ | 16   | 12   | 11  | DNF | DNF | DNF  | DNF | 4   | 3       |
| 16   | N. Piquet       | Brabham-Alfa Romeo/Ford | DNF | DNF | 7   | 8   | DNF | DNF | DNF | DNF  | DNF  | 12  | DNF | 4   | DNF  | DNF | DNF | 3       |
| 17   | J. Ickx         | Ligier-Ford             |     |     |     |     |     |     |     | DNF  | 6    | DNF | DNF | 5   | DNF  | DNF | DNF | 3       |
| 18   | J. Mass         | Arrows-Ford             | 8   | 7   | 12  | 9   | 8   | DNF | 6   | 15   | DNF  | 6   | DNF | 6   | DNF  | DNQ | DNQ | 3       |
| 19   | H.-J. Stuck     | ATS-Ford                | DNS | DNF | DNF | DSQ | 14  | 8   | DNF | DNS  | DNQ  | DNF | DNF | DNF | 11   | DNF | 5   | 2       |
| 20   | R. Patrese      | Arrows-Ford             | DNS | 9   | 11  | DNF | 10  | 5   | DNF | 14   | DNF  | DNF | DNF | DNF | 13   | DNF | DNF | 2       |
| 21   | E. Fittipaldi   | Fittipaldi-Ford         | 6   | 11  | 13  | DNF | 11  | 9   | DNF | DNF  | DNF  | DNF | DNF | DNF | 8    | 8   | 7   | 1       |
| 22   | H. Rebaque      | Rebaque-Ford            | DNF | DNQ | DNF | DNF | DNF | DNF |     | 12   | 9    | DNF | DNQ | 7   | DNQ  | DNF | DNQ | 0       |
| 23   | P. Tambay       | McLaren-Ford            | DNF | DNF | 10  | DNF | 13  | DNQ | DNQ | 10   | 7    | DNF | 10  | DNF | DNF  | DNF | DNF | 0       |
| 24   | R. Zunino       | Brabham-Ford            |     |     |     |     |     |     |     |      |      |     |     |     |      | 7   | DNF | 0       |
| 25   | G. Lees         | Tyrrell-Ford            |     |     |     |     |     |     |     |      |      | 7   |     |     |      |     |     | 0       |
| 26   | D. Daly         | Ensign-Ford             | 11  | 13  | DNQ | DNF | DNQ | DNQ | DNQ |      |      |     |     |     |      |     |     | 0       |
| 26   | D. Daly         | Tyrrell-Ford            |     |     |     |     |     |     |     |      |      |     | 8   |     |      | DNF | DNF | 0       |
| 27   | J. Hunt         | Wolf-Ford               | DNF | DNF | 8   | DNF | DNF | DNF | DNF |      |      |     |     |     |      |     |     | 0       |
| 28   | J. Lammers      | Shadow-Ford             | DNF | 14  | DNF | DNF | 12  | 10  | DNQ | 18   | 11   | 10  | DNF | DNF | DNQ  | 9   | DNQ | 0       |
| 29   | K. Rosberg      | Wolf-Ford               |     |     |     |     |     |     |     | 9    | DNF  | DNF | DNF | DNF | DNF  | DNQ | DNF | 0       |
| 30   | V. Brambilla    | Alfa Romeo              |     |     |     |     |     |     |     |      |      |     |     |     | 12   | DNF | DNQ | 0       |
| 31   | P. Gaillard     | Ensign-Ford             |     |     |     |     |     |     |     | DNQ  | 13   | DNQ | DNF | DNQ |      |     |     | 0       |
| 32   | B. Giacomelli   | Alfa Romeo              |     |     |     |     |     | DNF |     | 17   |      |     |     |     | DNF  |     | DNF | 0       |
| —    | A. Merzario     | Merzario-Ford           | DNF | DNQ | DNQ | DNF | DNQ | DNQ |     | DNQ  | DNQ  | DNQ | DNQ | DNQ | DNQ  | DNQ | DNQ | 0       |
| —    | M. Surer        | Ensign-Ford             |     |     |     |     |     |     |     |      |      |     |     |     | DNQ  | DNQ | DNF | 0       |

| Legende  | Legende            | Legende                                                          |
| Farbe    | Abkürzung          | Bedeutung                                                        |
| -------- | ------------------ | ---------------------------------------------------------------- |
| Gold     | –                  | Sieg                                                             |
| Silber   | –                  | 2. Platz                                                         |
| Bronze   | –                  | 3. Platz                                                         |
| Grün     | –                  | Platzierung in den Punkten                                       |
| Blau     | –                  | Klassifiziert außerhalb der Punkteränge                          |
| Violett  | DNF                | Rennen nicht beendet (did not finish)                            |
| Violett  | NC                 | nicht klassifiziert (not classified)                             |
| Rot      | DNQ                | nicht qualifiziert (did not qualify)                             |
| Rot      | DNPQ               | in Vorqualifikation gescheitert (did not pre-qualify)            |
| Schwarz  | DSQ                | disqualifiziert (disqualified)                                   |
| Weiß     | DNS                | nicht am Start (did not start)                                   |
| Weiß     | WD                 | zurückgezogen (withdrawn)                                        |
| Hellblau | PO                 | nur am Training teilgenommen (practiced only)                    |
| Hellblau | TD                 | Freitags-Testfahrer (test driver)                                |
| ohne     | DNP                | nicht am Training teilgenommen (did not practice)                |
| ohne     | INJ                | verletzt oder krank (injured)                                    |
| ohne     | EX                 | ausgeschlossen (excluded)                                        |
| ohne     | DNA                | nicht erschienen (did not arrive)                                |
| ohne     | C                  | Rennen abgesagt (cancelled)                                      |
| ohne     | keine WM-Teilnahme |                                                                  |
| sonstige | P/fett             | Pole-Position                                                    |
| sonstige | 1/2/3/4/5/6/7/8    | Punktplatzierung im Sprint-/Qualifikationsrennen                 |
| sonstige | SR/kursiv          | Schnellste Rennrunde                                             |
| sonstige | *                  | nicht im Ziel, aufgrund der zurückgelegten Distanz aber gewertet |
| sonstige | ()                 | Streichresultate                                                 |
| sonstige | unterstrichen      | Führender in der Gesamtwertung                                   |

### Konstrukteurswertung
| Pos. | Konstrukteur       | Punkte |
| ---- | ------------------ | ------ |
| 1    | Ferrari            | 113    |
| 2    | Williams-Ford      | 75     |
| 3    | Ligier-Ford        | 61     |
| 4    | Lotus-Ford         | 39     |
| 5    | Tyrrell-Ford       | 28     |
| 6    | Renault            | 26     |
| 7    | McLaren-Ford       | 15     |
| 8    | Brabham-Alfa Romeo | 7      |
| 9    | Arrows-Ford        | 5      |

| Pos. | Konstrukteur    | Punkte |
| ---- | --------------- | ------ |
| 10   | Shadow-Ford     | 3      |
| 11   | ATS-Ford        | 2      |
| 12   | Fittipaldi-Ford | 1      |
| 13   | Rebaque-Ford    | 0      |
| 14   | Ensign-Ford     | 0      |
| 15   | Wolf-Ford       | 0      |
| 16   | Alfa Romeo      | 0      |
| —    | Merzario-Ford   | 0      |

## Kurzmeldungen Formel 1
- In Dijon gewann mit Renault erstmals ein Turbo-Motor in der Formel 1.
- James Hunt trat vom aktiven Motorsport zurück.
- Patrick Depailler verletzte sich beim Drachenfliegen schwer und trat daher nur bei den ersten sieben Saisonrennen an.
- In Silverstone feierte das Williams-Team mit Clay Regazzoni seinen ersten GP-Sieg.
- Jody Scheckter holte für Ferrari den vorerst letzten Fahrer-WM-Titel für mehr als zwei Jahrzehnte.
- Niki Lauda trat zurück: „Ich habe keine Lust mehr, im Kreis zu fahren.“